# Rocky Gray
William Gray (Jacksonville, Arkansas, 2 de Julho de 1974), conhecido como Rocky Gray, foi o baterista da banda Evanescence. Também atuou na banda We Are the Fallen.

## Biografia
Começou a tocar guitarra e bateria ainda criança. Rocky, assim como John LeCompt,  tocou em outras bandas antes do Evanescence, como Living Sacrifice, uma das pioneiras no gênero Metal Cristão. Em ambas as bandas, Rocky era guitarrista.
A música "Tourniquet" do álbum Fallen, é uma regravação de uma música composta por ele, que se chama "My Tourniquet" da banda Soul Embraced. No álbum Fallen, a música sofreu uma transformação, estando diferente da original, inclusive em parte da letra.
Além do Evanescence, Rocky Gray é guitarrista da banda de Death Metal Soul Embraced, baterista nas bandas Mourningside e Machina (junto com John) e tem também o seu mais novo projeto, Fatal Thirteen, banda inspirada em histórias de horror.
Rocky também possui sua própria grife de roupas, a CrimeWave, e além disso, uma gravadora, CrimeWave Records.
Em maio de 2007, ele anunciou que deixou a banda Evanescence depois de Amy Lee demitir John LeCompt. Segundo Rocky, o contrato estabelecido com Amy Lee o proíbe de fornecer maiores explicações sobre o assunto.
Em 2009, Rocky, Ben Moody e John LeCompt se reuniram e convidaram Carly Smithson, finalista em 2008 da 7ª temporada do programa American Idol, junto do baixista Marty O’Brien, completando a formação da banda We Are the Fallen com Smithson nos vocais. A banda lançou seu álbum de estréia Tear the World Down em maio de 2010.

### Vida pessoal
Rocky Gray é casado com Renee e tem dois filhos, Abe e Madison.